# Fernando Calderón Collantes
Fernando Calderón de la Barca y Collantes (Reinosa, 21 de febrero de 1811-Madrid, 9 de enero de 1890), i marqués de Reinosa, fue un abogado y político español, ministro de Gracia y Justicia durante el reinado de Isabel II, cartera que volvería a ocupar junto con la de ministro de Estado durante el reinado de Alfonso XII. 

## Biografía
Tras estudiar Derecho en la Universidad de Santiago de Compostela inicia su carrera judicial ejerciendo como juez de primeraiInstancia en Ribadeo y Vigo pasando después a las Audiencias de Valladolid, Barcelona y Madrid hasta que en 1856 ingresó en el Tribunal Supremo, institución que llegaría a presidir entre 1879 y 1882.
Su carrera política se inicia en 1840 cuando resulta elegido diputado en el Congreso de los Diputados por la circunscripción de Lugo adonde retornaría, tras no obtener escaño en los dos siguientes procesos electorales, en 1843, ya como representante de La Coruña repitiendo el escaño hasta las elecciones de 1851. En los comicios de 1853 y 1854 no logra obtener acta de diputado, no regresando al Congreso hasta 1857 y, tras repetir acta en 1858, desaparece de la Cámara Baja al ser nombrado senador vitalicio en 1862. Tras la Revolución de 1868 retorna al Congreso al obtener, nuevamente por La Coruña, un escaño en las elecciones de 1869 y tras repetir en los comicios de 1872 retornará al Senado en 1872 donde en 1877 será designado nuevamente senador vitalicio.
Fue ministro de Gracia y Justicia en tres ocasiones: entre el 21 de junio de 1865 y el 10 de julio de 1866 en un gabinete presidido por O'Donnell; entre el 12 de septiembre y el 2 de diciembre de 1875 en un gobierno de Cánovas y entre el 14 de enero de 1877 y el 6 de enero de 1879 en los gobiernos que presidieron Joaquín Jovellar Soler y nuevamente Cánovas.
También desempeñó la cartera de ministro de Estado entre el 2 de diciembre de 1875 y el 14 de enero de 1877 con Cánovas como jefe de gobierno.
El 7 de junio de 1878, el rey le concedió el título de marqués de Reinosa como premio a los servicios prestados a la Corona y en 1884 se le distinguió con la orden del Toisón de Oro. Se retiró de la política en 1885, al morir Alfonso XII.
| Predecesor: Lorenzo Arrazola Francisco de Cárdenas Espejo Cristóbal Martín de Herrera | Ministro de Gracia y Justicia 1865 - 1866 1875 1877-1879 | Sucesor: Lorenzo Arrazola Cristóbal Martín de Herrera Saturnino Álvarez Bugallal |
| Predecesor: Emilio Alcalá Galiano                                                     | Ministro de Estado 1875 - 1877                           | Sucesor: Francisco Silvela Le Vielleuze                                          |
| Predecesor: Cirilo Álvarez Martínez                                                   | Presidente del Tribunal Supremo 1879 - 1882              | Sucesor: Eduardo Alonso Colmenares                                               |